# Alaksandr Cichanowicz
Alaksandr Ryhorawicz Cichanowicz (biał. Аляксандр Рыгоравіч Ціхановіч; ur. 13 lipca 1952 w Mińsku, zm. 28 stycznia 2017) – radziecki i białoruski wokalista.

## Życiorys
Ukończył Białoruskie Konserwatorium Państwowe (późniejsza Białoruska Państwowa Akademia Muzyki). Jako muzyk debiutował w orkiestrze. Był członkiem zespołu Verasy. W 1989 założył wraz z żoną Teatr Piosenki i działające przy nim studio twórcze. Został uhonorowany między innymi tytułem Ludowego Artysty Białorusi.